# Ectropothecium cylindricum
Ectropothecium cylindricum är en bladmossart som beskrevs av Mitten 1869. Ectropothecium cylindricum ingår i släktet Ectropothecium och familjen Hypnaceae. Inga underarter finns listade i Catalogue of Life.